# کتابخانه دانشگاه لتونی
کتابخانه دانشگاه لتونی مرکز اصلی مطالعات و تحقیقات دانشگاه لتونی است. این کتابخانه همچنین بزرگ‌ترین کتابخانه مؤسسه آموزش عالی در لتونی محسوب می‌شود. این کتابخانه به نیازهای دانشجویان و کارکنان دانشگاه لتونی پاسخ می‌دهد. کاربران کتابخانه می‌توانند به بیش از ۱/۷ میلیون منبع اطلاعاتی در رشته‌های مختلف علمی دسترسی داشته باشند، این کتابخانه خدمات کیفی، متنوع و امروزی از جمله منابع الکترونیکی و چاپی؛ و خدمات واحد در کتابخانه مرکزی و همه ۱۱ کتابخانه شعبه دانشگاه لتونی ارائه می‌دهد.

## تاریخچه
تاریخچه کتابخانه دانشگاه لتونی به سال ۱۹۶۲ بازمی‌گردد که اولین مؤسسه آموزش عالی در کشور بنام پلی‌تکنیک ریگا تأسیس شد. در سال ۱۹۱۹، دانشگاه لتونی بر پایه مؤسسه پلی‌تکنیک ریگا تأسیس شد. در ابتدا، کتابخانه‌های دانشکده ایجاد شد، در حالی که کتابخانه مرکزی دانشگاه لتونی در سال ۱۹۲۰ تأسیس گردید.

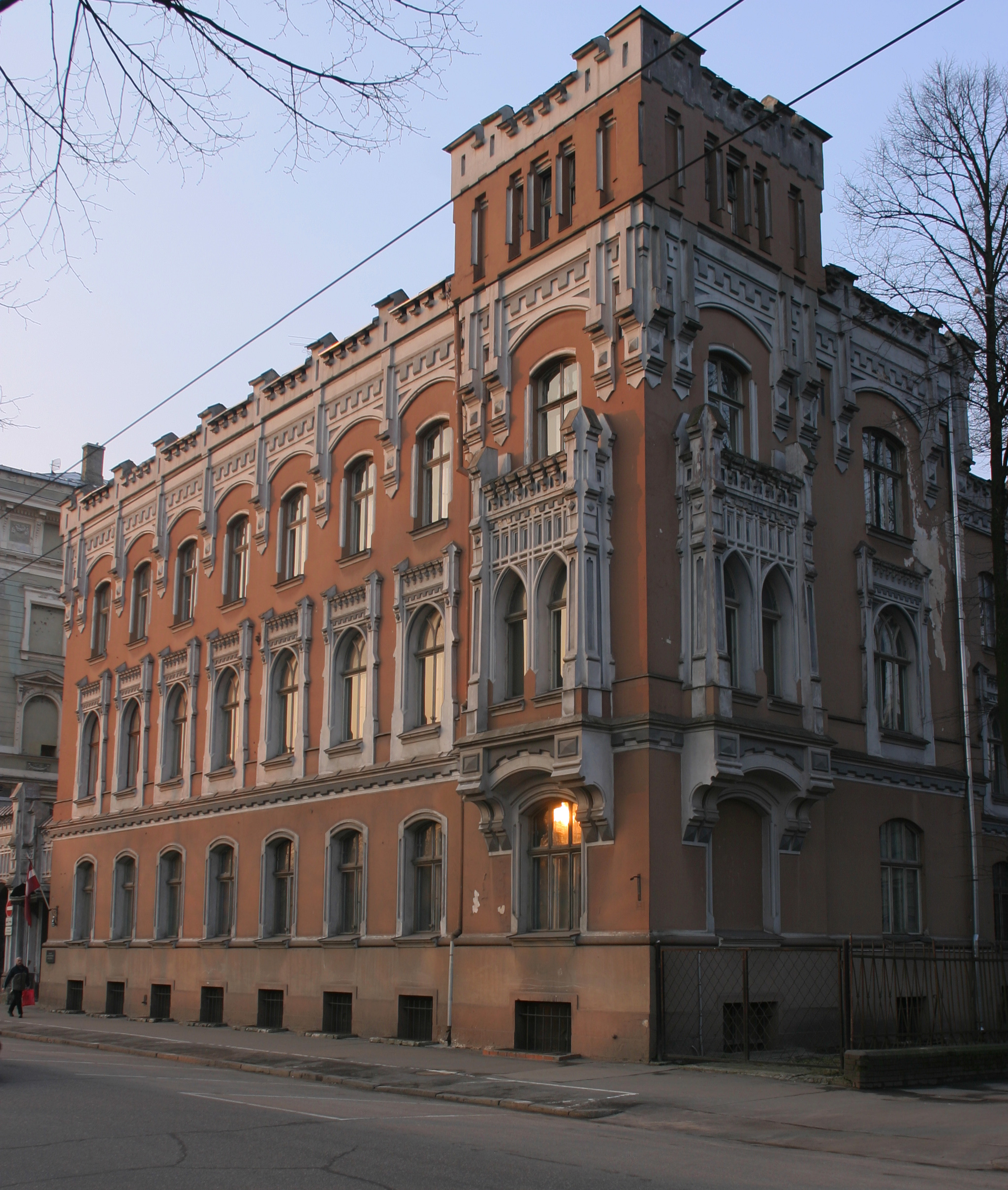
ساختمان کتابخانه

## کتابخانه‌های شعبه
- کتابخانه زیست‌شناسی
- کتابخانه علوم شیمی
- کتابخانه اقتصاد
- کتابخانه آموزش و روان‌شناسی
- کتابخانه جغرافیا و علوم زمین
- کتابخانه علوم تاریخ و فلسفه
- کتابخانه پزشکی
- کتابخانه دانشکده فیزیک و ریاضی
- کتابخانه دانشکده علوم اجتماعی
- کتابخانه علوم انسانی
- کتابخانه چند رشته‌ای: علوم کامپیوتر، حقوق و الهیات